# أرنب البحر المرقط
أرنب البحر المرقط هو نوع من الرخويات البحرية الكبيرة، بطني الأرجل البحرية من عائلة أرانب البحر.

## الإنتشار
كان أرنب البحر المرقط نوع من الأرانب البحرية عالميًا، حيث تم العثور عليه في جميع البحار الاستوائية والمعتدلة تقريبًا، بما في ذلك البحر الأبيض المتوسط حيث شوهد لأول مرة في عام 2002 ومن المحتمل أن يكون بسبب ارتفاع درجات الحرارة.
بناءً على العينات الجينية، يتم التعرف الآن على أرنب البحر المرقط في منطقة المحيطين الهندي والهادئ كنوع منفصل، عن منطقة المحيط الأطلسي، بما في ذلك البحر الكاريبي والبحر الأبيض المتوسط. مظهر النوعين متشابه للغاية.

## الوصف
لون أرنب البحر المرقط متغير للغاية من الرمادي الباهت إلى الأخضر إلى البني الداكن. هناك دائمًا حلقات سوداء كبيرة على الوشاح وأقصى طول مسجل هو 410 ملم.

## الموطن
يوجد أرنب البحر المرقط بشكل شائع في المياه الضحلة وبرك المد والجزر والركائز الصخرية والرملية، كما تتغذى على أعشاب البحر. خلال النهار يختبئون في الغالب تحت الصخور الكبيرة وفي الشقوق. عادة ما تبقى في المياه الضحلة نسبيًا، ولكن تم العثور عليها على عمق 40 مترًا. الحد الأدنى للعمق المسجل هو 0 م، مع العلم بأن أقصى عمق مسجل هو 3 م.

## استخدام الإنسان

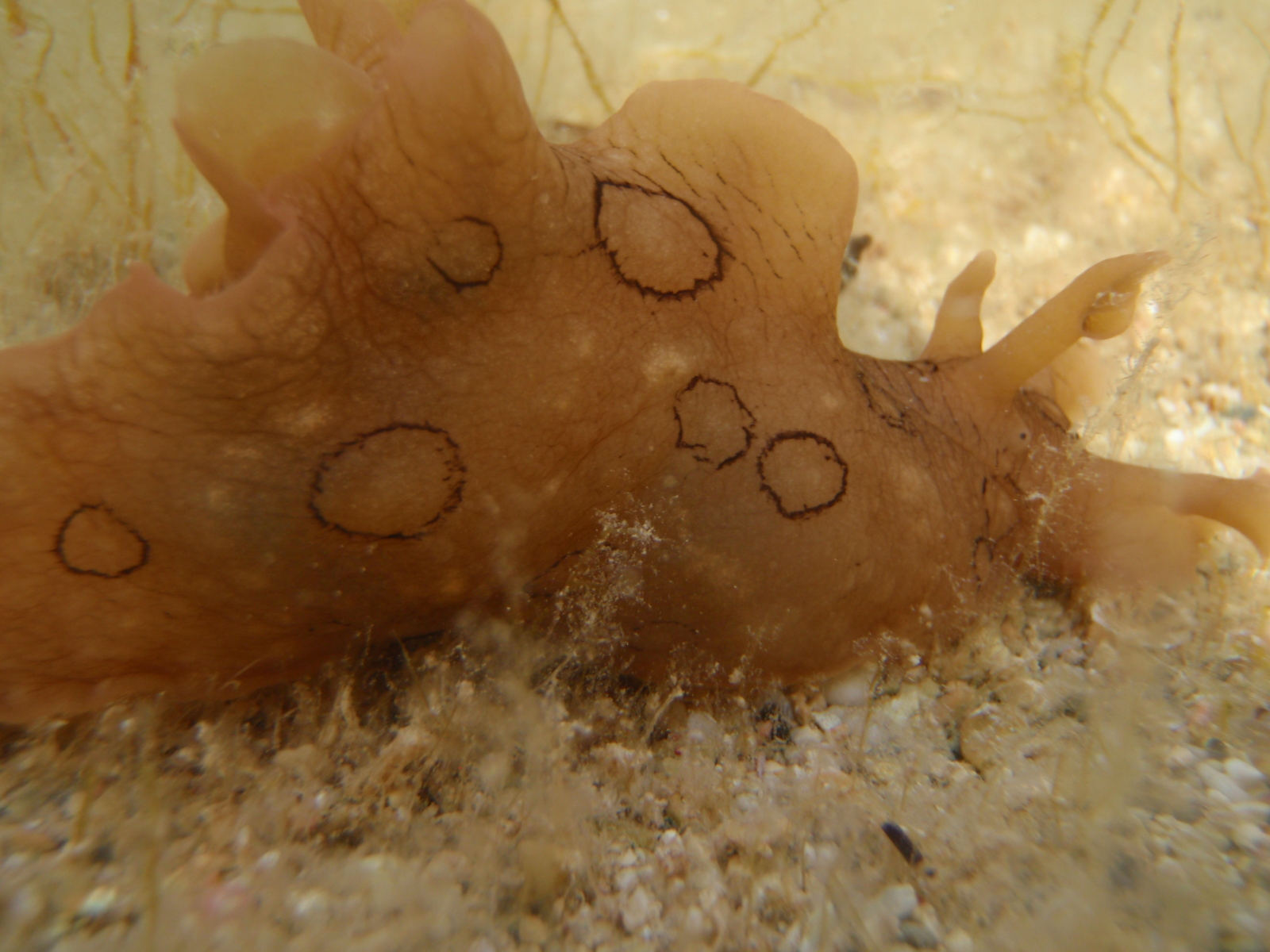
تبدو الحلقات السوداء الكبيرة واضحة جدًا على هذا الأرنب البحري الصغير المرقط

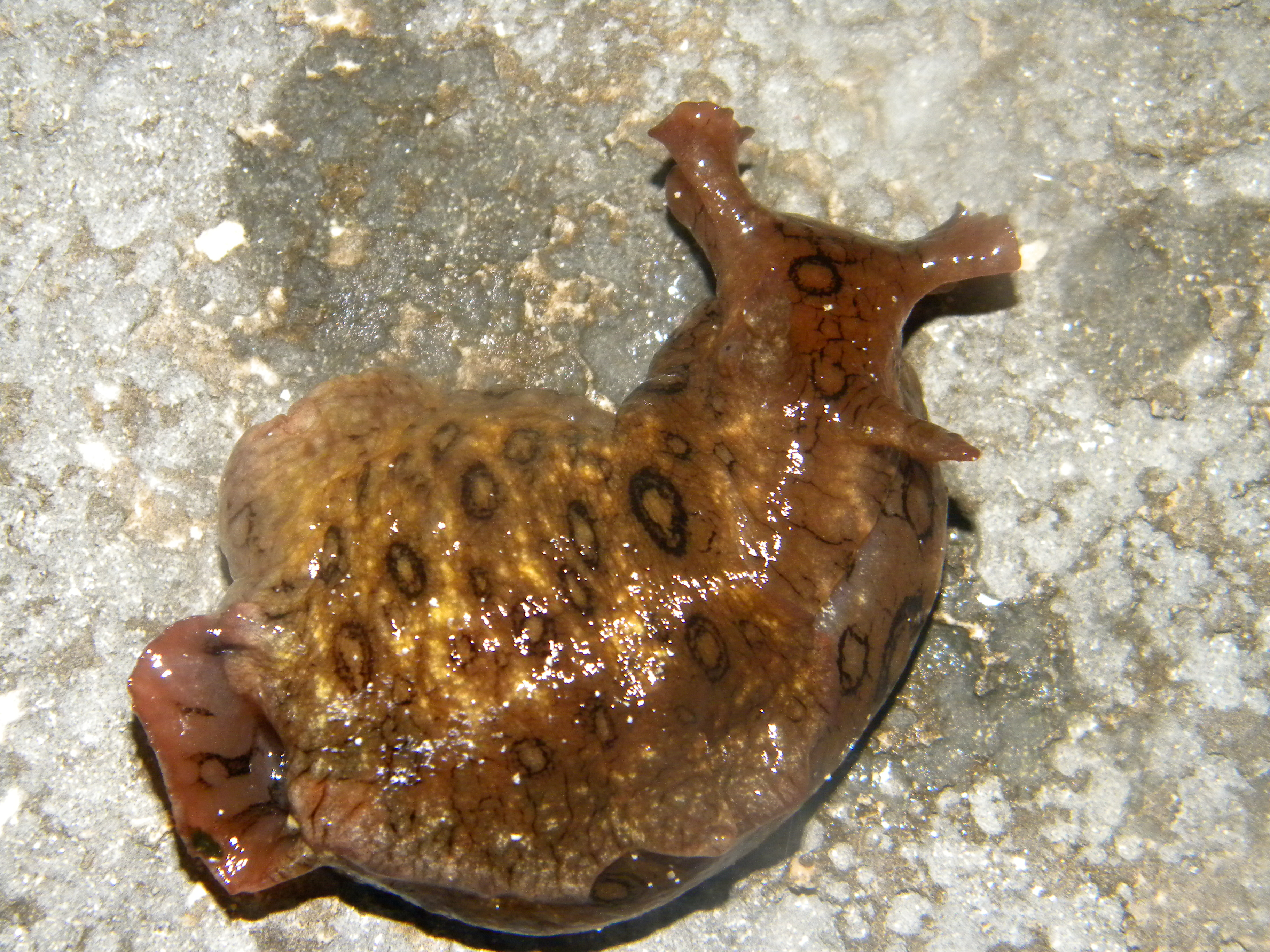
أرنب البحر المرقط خارج الماء

تشبه الخلايا العصبية العملاقة الصحيحة لـ أرنب البحر المرقط، والتي توجد في العقدة البطنية، تلك الموجودة في الفقاريات، مما يعني أنها مثالية لدراسة الفيزيولوجيا الكهربية، فضلاً عن دراسات الاستجابة المشروطة. تم العثور على هذه الخلايا العصبية لتكون لا تقدر بثمن في البحوث العصبية. والسبب في ذلك هو أنه يمكن اكتشاف التأثيرات طويلة الأمد في السلوك العصبي.

## السلوك
أرانب البحر المرقطة قادرة على السباحة والزحف. ينجز الأول عن طريق إنشاء قمع باستخدام قدم جانبية مطوية للأمام وللأسفل؛ هذا العمل يسحب في الماء. ثم يدفع الماء للخارج من خلف الحيوان عن طريق الضغط على الأجزاء الأمامية من القدم الجانبية معًا، وبالتالي تتحقق الحركة إلى الأمام.
طريقة الدفع المعتادة لأرنبة البحر الزحف؛ حيث يزحف برفع الطرف الأمامي للقدم، ويمده للأمام ثم وضعه على الأرض في المقدمة، مما يخلق نمطًا مقوسًا؛ يتبع باقي الجسم هذا النمط المقوس حتى يتم الوصول إلى الذيل.

## الدفاع
مثل الأخطبوط، ينفث أرنب البحر المرقط حبرًا أرجوانيًا إذا كان مضطربًا؛ هذا الحبر هو مادة مهيجة تسبب "تغير السلوك" في اللافقاريات والأسماك الأخرى. تحتوي بشرتها الجلدية على سموم تجعل هذا البحر غير صالح للأكل من الناحية العملية لمعظم الحيوانات المفترسة.

## روابط خارجية
- Aplysia dactylomela at Sea Slug Forum
- Aplysia dactylomela at قاعدة بيانات التنوع الحيواني (ADW)
- Aplysia dactylomela at Slugsite
- Aplysia datylomela at Bermuda Dept. Conservation Services (includes video)